# Frappuccino

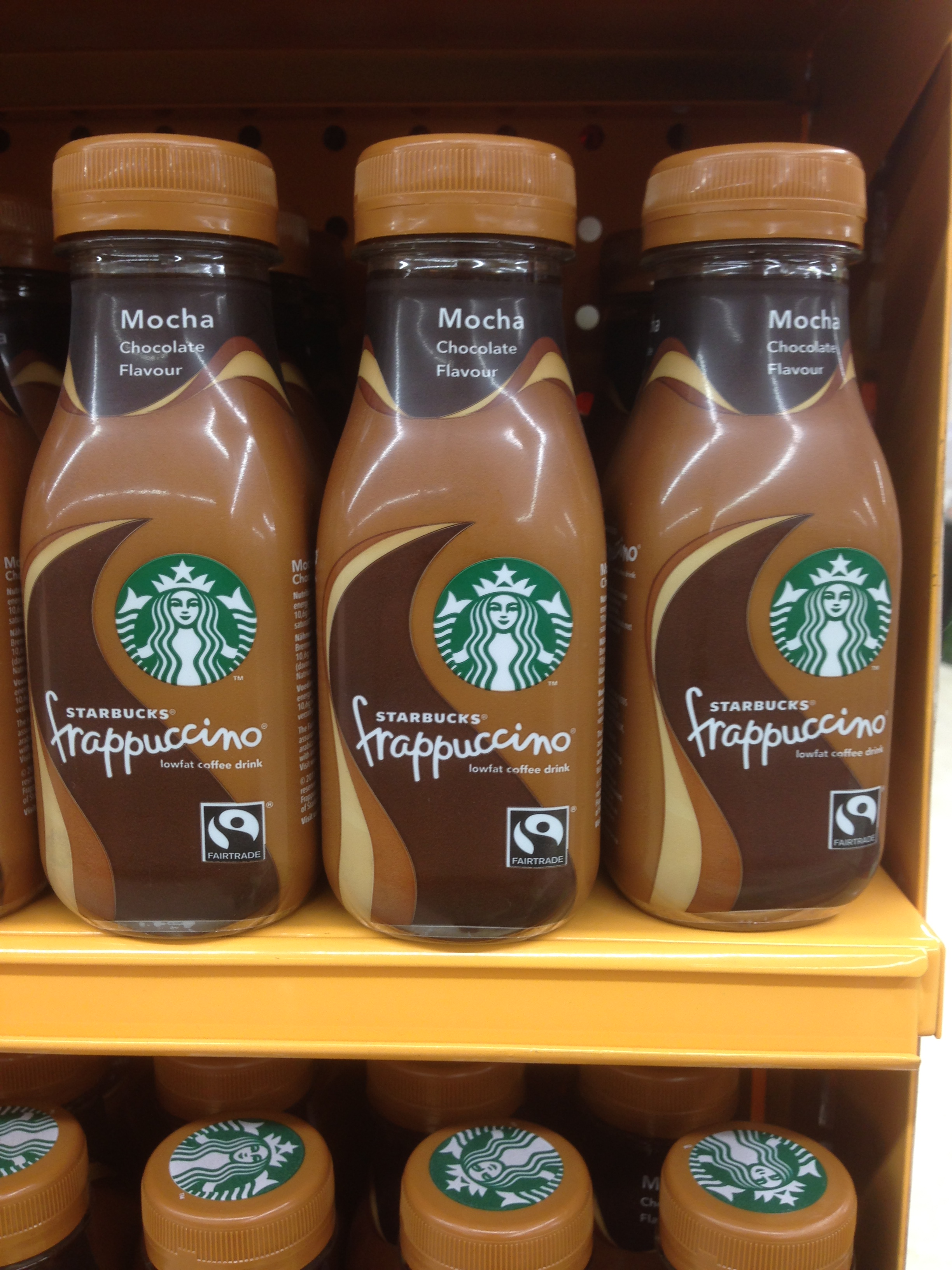

Frappuccino é uma marca registrada de bebidas café congeladas vendidas pela cadeia de café Starbucks. É composto de café ou outro ingrediente básico (por exemplo, creme), misturado com gelo e vários outros ingredientes, coberto com chantilly. O frappuccino também é vendido como uma bebida de café em garrafas nas lojas e nas máquinas de venda automática.

## História
Frappuccino é um acrônimo para frappé e cappuccino, um café expresso com espuma de leite. A palavra foi cunhada e registrada como marca comercial em Boston, Massachusetts. Na área de Boston, " frappe " (pronuncia-se "frap") é um termo para se referir a um milk-shake espesso com sorvete, derivado da palavra francesa frappé . A bebida original do Frappuccino foi desenvolvida, registrada e vendida nas cafeterias de George Howell, The Coffee Connection, a leste de Massachusetts. Quando a Starbucks comprou a The Coffee Connection em 1994, também recebeu os direitos de usar, fabricar, comercializar e vender a bebida de Frappuccino. A bebida foi lançada sob o nome de Starbucks em 1995.
Em resposta ao sucesso do Frappuccinos, vários concorrentes da Starbucks desenvolveram bebidas semelhantes com nomes que parecem similares, mas apenas a Starbucks pode legalmente usar a marca "Frappuccino".

### Descafeinado
Frappuccinos descafeinados foram descontinuados em 2008 e estendidos em 2010. Eles estão atualmente disponíveis.

### Creme
Como alternativa às versões de Frappuccino à base de café, foi criado um "creme" para fazer uma bebida chamada Frappuccino Blended Crème.

### Vegano
Em maio de 2010, os Frappuccinos à base de leite de soja estão disponíveis em lojas nos Estados Unidos e no Canadá. Em janeiro de 2011, a Starbucks introduziu essa opção nas lojas Austrália. Desde então, ele foi implementado no Reino Unido e em outras lojas em todo o mundo.

## Versões disponíveis
A seguir, é apresentada uma lista das versões típicas disponíveis para cada tipo de Frappuccino.

### Misturas de suco
No verão de 2006, a Starbucks lançou a mistura de suco de Frappuccino, que é descrita como "sucos de frutas reais combinados com chá Tazo, misturados com gelo". Esta versão é diferente das versões de "chá misto" da Tazoberry de há alguns anos, pois usa mais suco e chá gelado "feito na hora" em vez da bebida concentrada na garrafa. As misturas de suco foram descontinuadas entre 2007 e 2008. As bebidas nesta categoria incluem:
- Romã (framboesa e groselha no Reino Unido e Irlanda): Romã, pêssego e outros sucos de frutas combinados com chá gelado 'Zen'.
- Tangerina (maracujá-manga no Reino Unido, Irlanda, Japão e Espanha: Tangerina e outros sucos de frutas combinados com chá gelado.
- Limonada de morango misturada: Uma combinação de purê de morango e limonada.
- Limonada para bebidas misturadas: limonada fresca com casca de limão real, misturada com gelo.

A Lemonade Blended Beverage Foi feita com uma base proprietária de Blended Lemonade, que consistia em casca de limão real e era mais espessa do que a limonada usada atualmente para a Iced Tea Lemonade. Essa base foi descontinuada no outono de 2008. A Blended Lemonade ainda pode ser comprada na Starbucks. No entanto, eles são feitos com outra base de limonada e, portanto, têm um sabor e consistência diferentes.

### Modificações
Como mostram as variedades de bebidas listadas acima, muitas bebidas contêm ingredientes adicionais, que podem incluir doses de café expresso, xaropes com sabor, batatas fritas com brownie e pós com sabor. Os frappuccinos também podem ser misturados duas vezes ou feitos com mais ou menos gelo. Uma garoa mocha, uma lasca dupla de chocolate ou garoa de caramelo, entre outros ingredientes, também pode ser adicionada à coroa do Frappuccino. Qualquer bebida pode ter um xarope adicional ou muitos outros aromas adicionados mediante solicitação por um custo adicional.
No entanto, outra modificação, embora menos popular, é encomendar o Frappuccino "estilo affogato". A palavra italiana affogato é traduzida como "afogado" em espanhol. Um affogato de Frappuccino tem uma dose de café expresso por cima, em vez de misturar com o restante da bebida. As versões mais comuns dessa variação são conhecidas como "caramelo affogato" e "mocha affogato", nas quais o café expresso é derramado sobre um padrão quadrado de molho de caramelo ou mocha em vez de chantilly.

### Variedades internacionais
Também existem versões diferentes disponíveis apenas em alguns países, como Banana, Manga e Azuki (Feijão Vermelho) nas Filipinas e não no Japão. Banana também está disponível na Suíça. No momento, o chá verde de amora está disponível nas Filipinas e na Áustria. Outra variação não foi encontrada no Japão é ou no Frappuccino Sakura (flor de cerejeira). O Frappuccino Jelly era anteriormente uma oferta sazonal nas Filipinas, mais recentemente do que parte do menu padrão. O coco Mocha está disponível nos EUA, Argentina, Uruguai e Brasil e oferece um Frappuccino Dulce de Leche (um xarope derivado do processo do leite de vaca). Nenhum Peru, desde 2011, existe ou [Algarrobina] Frappuccino] (um xarope derivado de alfarrobeira-negra).

## Versão engarrafada
Uma bebida engarrafada, também chamada Frappuccino, é vendida nas lojas e nas máquinas de venda automática. Nos EUA a versão engarrafada de 9,5 onças é fabricada pela PepsiCo. Na Europa, este produto é fabricado pela Arla Foods na Dinamarca. Este produto usa uma receita diferente da bebida mista com o mesmo nome.
Os sabores disponíveis são:
- Caramelo: O sabor mais popular. Tem um toque de sabor caramelo.
- Mocha: feito com chocolate.
- Mocha Lite: Feito com chocolate e creme especial para torná-lo menos engorda.
- Baunilha: Com um toque de aroma a baunilha.
- Café: Semelhante ao café gelado.
- Morangos e creme: creme e base de café.
- Mint Mocha (Edição Limitada): desde sua incorporação em julho de 2005, ele apareceu durante as festas de fim de ano.
- Mocha de Menta com Chocolate Escuro (Edição Limitada): igual à Mocha, mas com sabor extra a chocolate e menta. Lançado para a temporada de Natal de 2007 e 2008.

Mocha Chocolate escuro: Como Mocha, mas com chocolate extra. Lançado em fevereiro de 2008.
- Dark Mocha Raspberry (Edição Limitada): chocolate escuro com um toque de framboesa. Lançado em agosto de 2008.
- Mocha Cookies Crumble: chocolate com biscoitos por cima.